# Hello world!

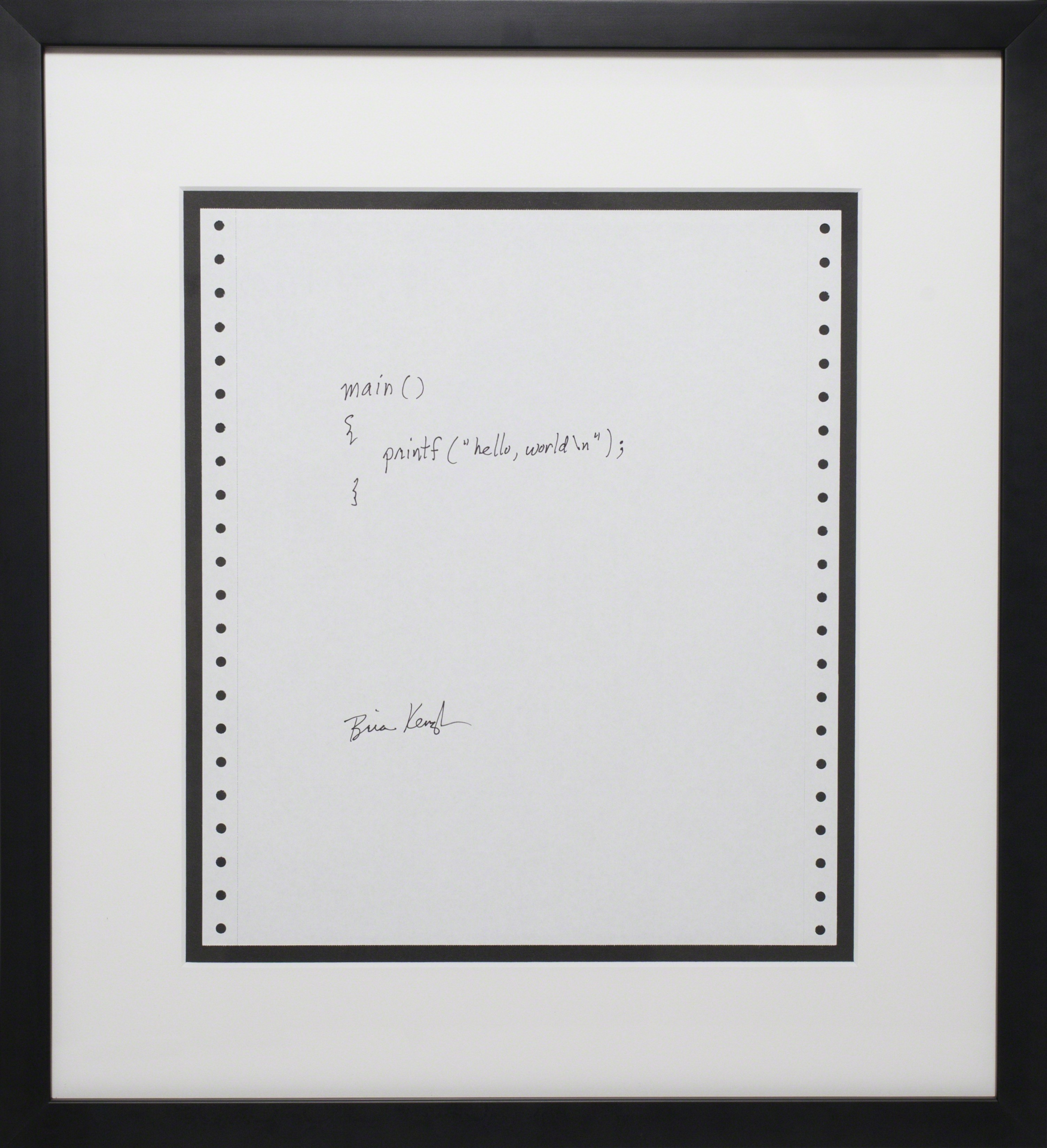
«Hello, World» Браяна Кернігана

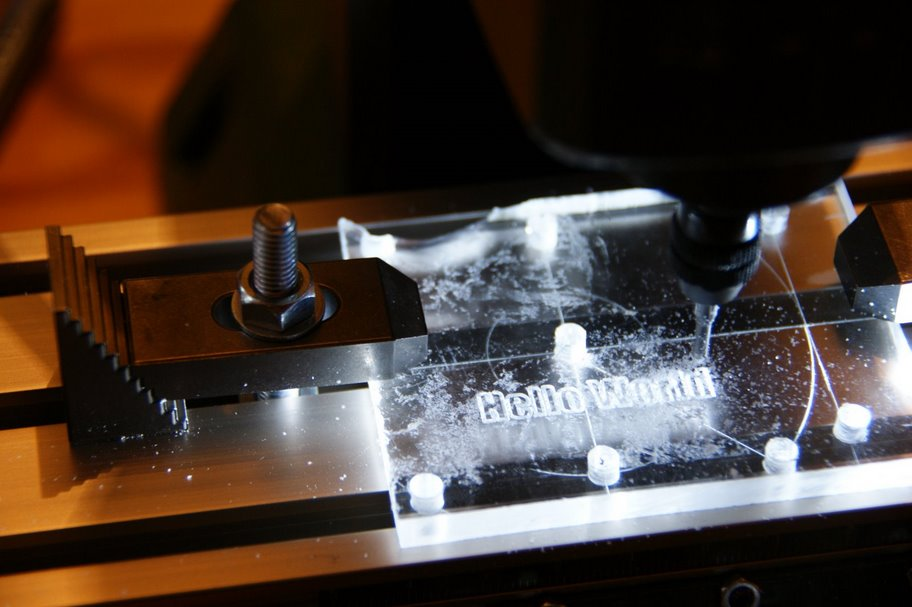
«Hello, World» на ЧПК маршрутизаторі

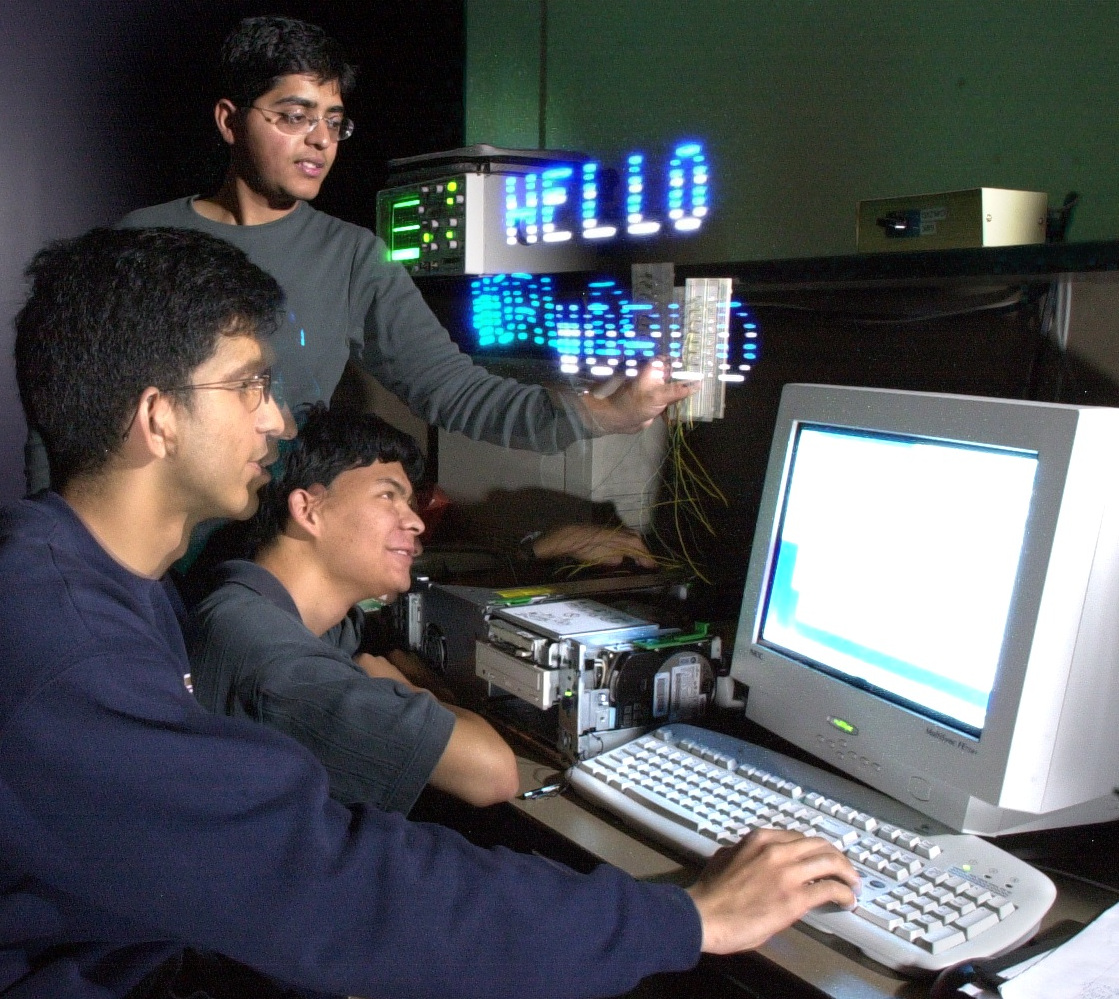
«Hello, World» в системі керування лед-стрічкою

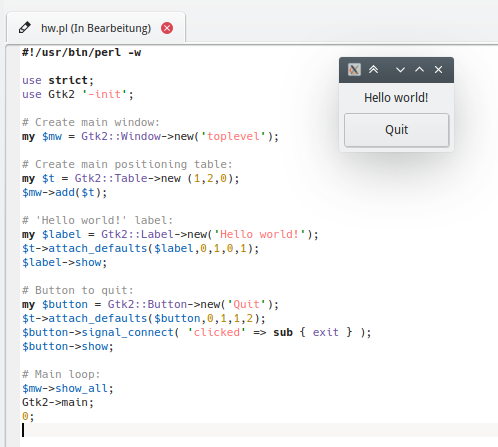
Програма «Hello, world» на мові програмування Perl з використанням GTK

Програма Hello world — традиційна серед програмістів перша програма, що наводиться в підручниках з мов програмування. Програма виводить рядок «Hello, world!» або його еквіваленти «Привіт, світе!» тощо. 
Традицію розпочинати вивчення нової мови програмування з такої простої програми було започатковано в книзі «Мова програмування Сі» Браяна Кернігана та Денніса Рітчі, опублікованій в 1978 році.
Незважаючи на свою простоту, програма корисна тим, що дозволяє початківцю виконати всі дії, необхідні для написання, компілювання і запуску простої програми, написаної обраною мовою програмування.
У середовищі програмування мікроконтролерів при відсутності дисплея найпростішою програмою також під назвою «Hello, world» є програма яка реалізує мигання світлодіода на одному з виходів мікроконтролера. Мета такої програми є успішна компіляція програми (при вивченні нового мікроконтролера або нового середовища розробки), прошивка програми в мікроконтролер і демонстрація працездатності самого мікроконтролера.

## ПроблемаHello world
Відносно до простоти написання програми Hello world тим більше важливо, що така програма є прикладом розв'язання проблеми виводу тексту на стандартний вивід (цю проблему також інколи називають проблемою Hello world). Корисним розв'язанням цієї проблеми є те, що рядок «Hello world» може бути замінений на будь-який інший обчислений рядок, а проблема виводу такого рядка може бути зведена до використання рішення для вже вирішеної проблеми Hello world. Таким чином, простий приклад програми Hello world насправді демонструє в обраній мові програмування спосіб реалізації двох (обчислення, виведення) з трьох (введення, обчислення, виведення) механізмів комп'ютерних обчислень.

## Приклади
Як приклади будемо розглядати записаний в файл набір інструкцій, оформлений відповідно до вимог операційної системи або середовища програмування. Якщо це не вказано окремо, назви файлів та синтаксис команд — як в ОС UNIX/Linux. Для файлів інтерпретованих мов програмування має бути попередньо встановлене право на виконання.

### Ada
Файл "hello.adb":
```
with
 
Ada.Text_IO
;

use
 
Ada.Text_IO
;

procedure
 
Hello
 
is

begin

  
Put_Line
 
(
"Hello, world!"
);

end
 
Hello
;

```

Компіляція компілятором GNAT і виконання програми:
```
gnatmake
 
hello.adb
./hello

```

### Assembler
Файл "hello.asm" (синтаксис NASM для ОС Linux):
```
SECTION
 
.data

msg:
 
db
 
"
Hello
,
 
world
"
,
10

len:
 
equ
 
$-msg

SECTION
 
.text

global
 
main

main:

        
mov
 
edx
,
 
len

        
mov
 
ecx
,
 
msg

        
mov
 
ebx
,
 
1

        
mov
 
eax
,
 
4

        
int
 
0x80

        
mov
 
ebx
,
 
0

        
mov
 
eax
,
 
1

        
int
 
0x80

```

Компіляція компілятором NASM і виконання програми:
```
nasm
 
-felf
 
hello.asm
 
-o
 
hello.o
gcc
 
hello.o
 
-o
 
hello
./hello

```

### Awk
Файл "hello.awk":
```
BEGIN
 
{
 
print
 
"Hello, World"
 
}

```

Виконання програми:
```
awk
 
-f
 
hello.awk
 
/dev/null

```

### Bash
Файл "hello.sh":
```
#!/bin/bash

echo
 
Hello,
 
world!

```

Виконання програми:
```
./hello.sh

```

### Basic
Текст програми:
```
PRINT
 
"Hello, world!"

```

### С
Файл "hello.c":
```
#include
 
<stdio.h>

int
 
main
()

{

  
printf
(
"Hello, world!
\n
"
);

  
return
 
0
;

}

```

Компіляція програми компілятором GCC та виконання програми:
```
gcc
 
hello.c
 
-o
 
hello
./hello

```

### C++
Файл "hello.cpp":
```
#include
 
<iostream>

using
 
namespace
 
std
;

int
 
main
()

{

 
cout
 
<<
 
"Hello, world!"
 
<<
 
endl
;

 
return
 
0
;

}

```

Компіляція програми компілятором GCC та виконання програми:
```
g++
 
hello.cpp
 
-o
 
hello
./hello

```

### C#
Файл "hello.cs":
```
using
 
System
;

class
 
ExampleClass

{

  
static
 
void
 
Main
()

  
{

    
Console
.
WriteLine
(
"Hello, world!"
);

  
}

}

```

Компіляція програми компілятором CSC та виконання програми:
```
csc
 
hello.cs
 
/o-
 
hello

```

### D
```
import
 
std
.
stdio
;

void
 
main
()

{

    
writeln
(
"Hello world!"
);

}

```

Компіляція та виконання програми:
```
dmd
 
hello.d
./hello

```

### Go
```
package
 
main

import
 
"fmt"

func
 
main
()
 
{

	
fmt
.
Println
(
"Привіт, світе!"
)

}

```

### Java
Файл "Hello.java":
```
public
 
class
 
Hello
 
{

  
public
 
static
 
void
 
main
(
String
[]
 
args
)
 
{

    
System
.
out
.
println
(
"Hello, world!"
);

  
}

}

```

Компіляція програми компілятором Javac та виконання програми:
```
javac
 
Hello.java
java
 
Hello

```

### JavaScript
У тілі файлу "hello.html" або окремим файлом "hello.js" з прив'язкою до "hello.html". Відкрити у Веббраузері.
У тілі:
```
  
<
script
 
type
=
"text/javascript"
>

    
console
.
log
(
"Hello, World!"
);

  
<
/script>

```

У окремому файлі:
```
window
.
onload
 
=
 
function
(){

    
console
.
log
(
"Hello, World!"
);

}

```

Прив'язка:
```
  
<
script
 
type
=
"text/javascript"
 
src
=
"hello.js"
><
/script>

```

З використанням Node.js:
```
console
.
log
(
"Hello, World!"
);

```

### Pascal
Файл "hello.pas":
```
program
 
Hello
;

begin

 
WriteLn
 
(
'Hello, world!'
)
;

end
.

```

Компіляція програми компілятором FPC та виконання програми:
```
fpc
 
hello.pas
./hello

```

### Perl
```
#!/usr/bin/perl

print
 
"Hello, world!"

```

Виконання програми:
```
./hello.pl

```

### PHP
Файл "hello.php":
```
<?php

  
echo
 
'Hello, world!'
;
 

?>

```

Для виконання програми необхідно розмістити файл "hello.php" в одному з каталогів Вебсервера і виконати запит відповідної сторінки через Веббраузер, або php hello.php.

### Porth
```
include
 
"std.porth"

proc
 
main
 
in

  
"Hello,
 
World\n"
 
puts

end

```

### Python
Файл "hello.py":
```
#!/usr/bin/python

print
(
"Hello, world!"
)

```

Виконання програми:
```
./hello.py

```

### Tcl
Файл "hello.tcl":
```
#!/usr/bin/tclsh

puts
 
"Hello world!"

```

Виконання програми:
```
./hello.tcl

```